# 뇌 (음식)

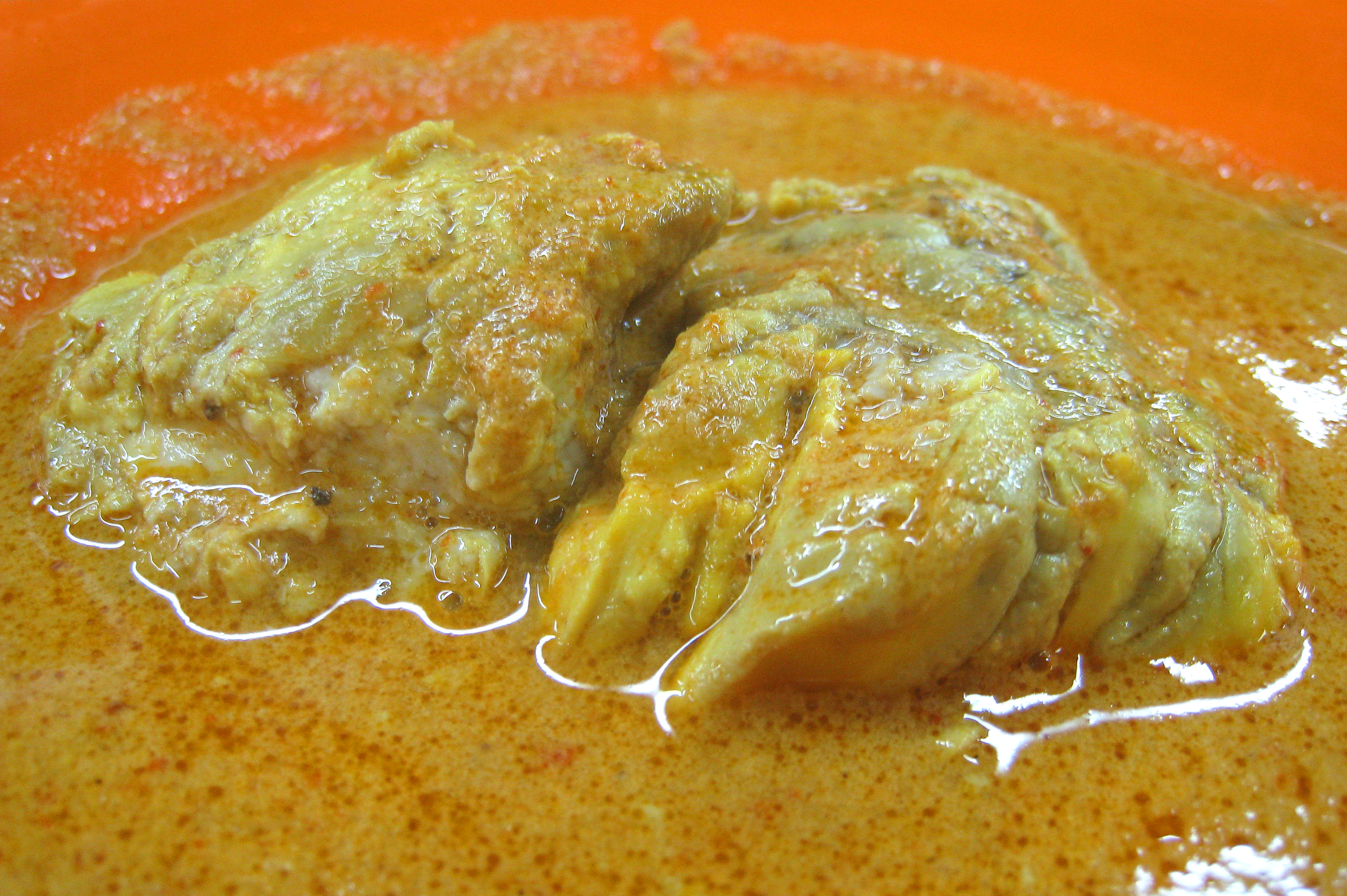
굴라이 오탁: 소의 뇌 카레 (인도네시아)

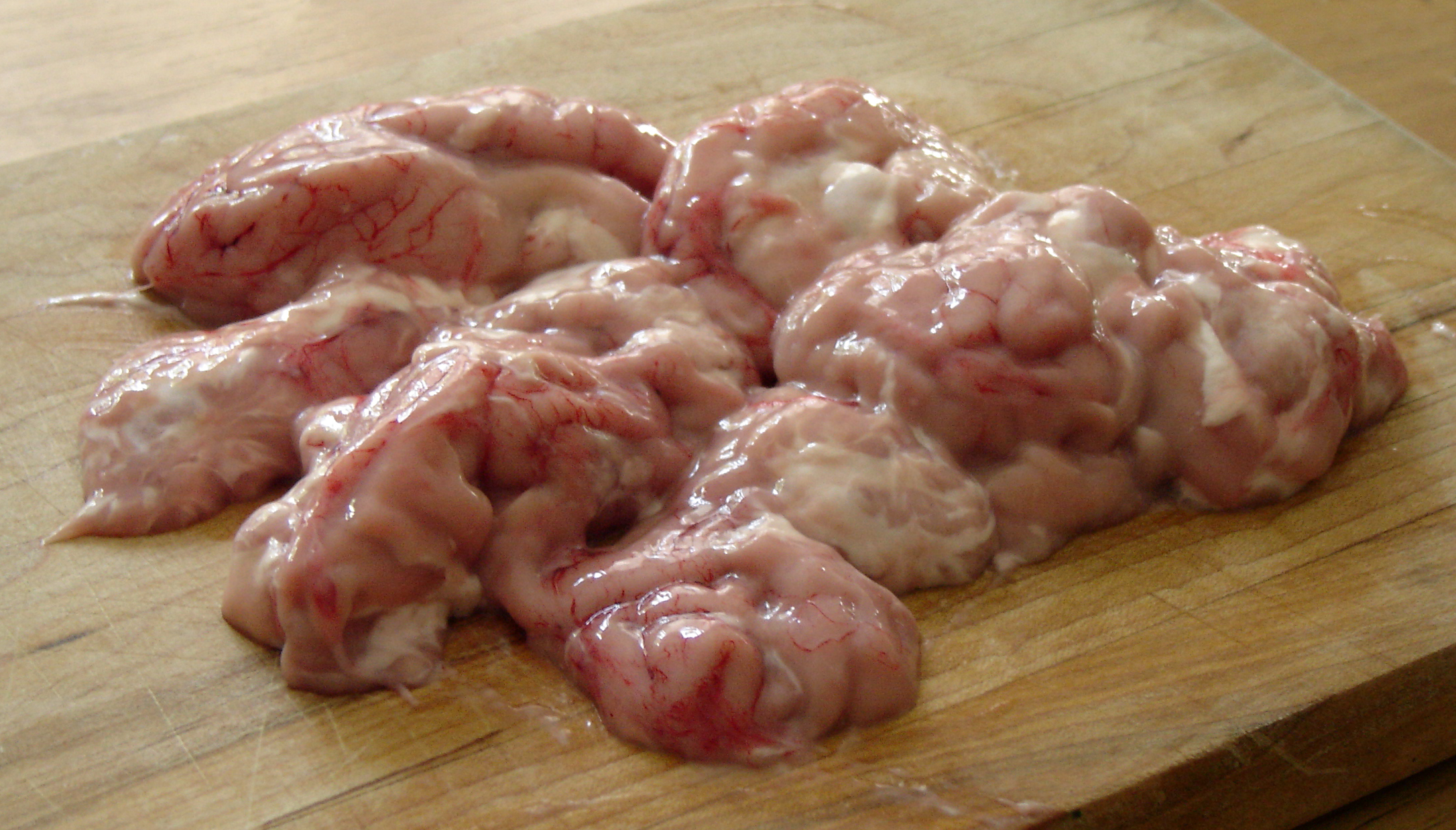
요리를 위해 돼지의 뇌를 다진 모습

다른 대부분의 부속 고기처럼 뇌도 영양식으로 보충할 수 있다. 여기에는 돼지, 다람쥐, 말, 소, 원숭이, 닭, 염소의 뇌를 포함한다. 수많은 문화에서 여러 종류의 뇌가 진미로 간주된다.

## 문화적 소비
짐승의 뇌는 프랑스 요리에서 볼 수 있는데 이를테면 비프 브레인(cervelle de veau), tête de veau와 같은 요리가 있다. 마가즈(Magaj)라는 요리는 인도의 구자라트 주, 파키스탄, 방글라데시 등의 지역에서 유명하다.
전 세계적으로 비슷한 진미로 멕시코의 타코 de sesos가 있다. 카메룬의 안양족에게는, 사냥한 고릴라의 뇌를 새로운 추장이 먹고 다른 부족 구성원들은 심장을 먹는 풍습이 있다. 미낭카바우족의 인도네시아의 요리에도 소의 뇌가 포함되기도 한다.
파푸아뉴기니의 식인 부족들은 사망한 친족의 뇌를 먹는 풍습이 있으며, 과학자들에 따르면 이러한 풍습이 광우병 치료에 도움이 될 수 있다는 보고가 제공되기도 했다.

## 영양적 가치
주요 오메가 3 지방산인 DHA는 젖먹이짐승의 뇌에 함축되어 있다. 영양 데이터 웹사이트에 따르면, 요리한 소 뇌의 3온스가 727 밀리그램의 DHA를 포함하고 있다. 이와 비교하여, NIH는 조그마한 닭에게 날마다 적어도 150 밀리그램의 DHA가 필요하며 임신하여 젖을 제공하는 여성은 적어도 300 밀리그램의 DHA가 필요하다고 언급했다.

### 지방과 콜레스테롤
뇌에는 약 12% 지방이 있으며, 이 가운데 대부분이 말이집에 위치해 있다.(그 자체가 70~80% 지방) 특정 지방산 비율은 부분적으로 짐승이 무엇을 먹고 있는지에 따라 다르다. 뇌는 콜레스테롤 함량이 매우 높은 편이다. 이를테면 밀크 고깃국물에 든 돼지고기의 뇌가 들어있는 140그램 통조림 하나에 3500밀리그램의 콜레스테롤이 들어있는데, 이는 USRDA의 1170%나 된다.

## 같이 보기
- 뇌